# Axel Tischer
Axel Tischer (Dresde, Sajonia; 5 de noviembre de 1986) es un luchador profesional alemán.
Entre sus logros como luchador profesional se destaca un reinado como Campeón en Parejas de NXT.

## Carrera de lucha libre profesional

### Circuito Independiente (2004-2015)
Tischer comenzó a entrenar para ser un luchador profesional a los 13 años en su ciudad natal de Dresde. Hizo su debut en el ring en 2004. Tischer luchó en gran medida en el Circuito Independiente en toda Alemania y Europa, apareciendo en numerosas promociones que incluyen German Stampede Wrestling, German Wrestling Federation y Westside Xtreme Wrestling. En 2012 derrotó a El Generico para ganar el Campeonato Mundial Unificado de wXw Wrestling, donde estuvo con el campeonato durante casi un año antes de perder ante Tommy End.

### WWE

#### WWE NXT (2015-2018)
En abril de 2015, Tischer fue anunciado como parte de una clase de 10 reclutas internacionales de WWE para comenzar el entrenamiento en el WWE Performance Center. Hizo su debut televisivo el 15 de julio de 2015 en un episodio de NXT, donde fue derrotado por Samoa Joe. En agosto de 2015, Tischer cambió su nombre a Alexander Wolfe. En 2016, Wolfe formó un equipo con Sawyer Fulton en los eventos en vivo de NXT. En septiembre, Wolfe y Sawyer se unieron a un stable llamado SAnitY, que también incluye a Eric Young y Nikki Cross. El stable hizo su debut en el episodio del 12 de octubre de 2016 en NXT, junto a Wolfe y Fulton quienes derrotaron al equipo de Bobby Roode y Tye Dillinger para avanzar en el torneo de equipos del Dusty Rhodes Tag Team Classic. El 2 de noviembre en la segunda ronda del torneo, Wolfe y Fulton derrotaron al equipo de T.J. Perkins y Kota Ibushi. Aunque en las semifinales, Wolfe y Fulton perdieron ante TM-61 siendo eliminados del torneo. El 19 de agosto de 2017 en NXT TakeOver: Brooklyn III, Wolfe junto a Eric Young, derrotaron a The Authors of Pain y ganaron los Campeonatos en Parejas de NXT.

#### SmackDown (2018-2019)
El 18 de abril de 2018 durante la Superstar Shake-up de la WWE de 2018, SAnitY, sin Nikki Cross, fueron reclutados para SmackDown. Debutaron el 19 de junio en el episodio de SmackDown Live, donde atacaron a los Usos. La semana siguiente, SAnitY perdió su debut en el ring en un combate de seis hombres contra Jeff Hardy y The Usos. En el episodio del 3 de julio, SAnitY atacó The New Day durante un concurso de comer panqueques. En Extreme Rules, SAnitY obtuvo su primera victoria al derrotar a The New Day en una lucha de mesa. 
El 15 de abril de 2019, Eric Young fue enviado a Raw luego de que la Superstar Shake-up de la WWE 2019 pusiera en duda el futuro de SAnitY. Al día siguiente, Killian Dain tuiteó a Young y a Wolfe: "Los extrañaré terriblemente. ¡Tuvimos el mejor momento de mi vida como parte de la cordura! Son fenomenales en el ring y fuera de él. Gracias a todos los que nos apoyaron. " Al día siguiente, Wolfe agradeció a sus compañeros de cordura y se despidió de la WWE en una publicación de Twitter.

#### NXT UK (2019-2021)
Se unió a la marca NXT UK, donde se muestra como uno de los integrantes del stable Imperium. Debutando el 3 de julio derrotando a Jacks Starz, más adelante atacó junto a Imperium(WALTER, Marcel Barthel & Fabian Aichner) a Moustache Mountain Tyler Bate & Trent Seven.
El 31 de julio en NXT UK derrotó a Jordan Devlin. En el NXT UK del 3 de octubre derrotó a Saxon Huxley. El 21 de noviembre en NXT UK derrotó Ilja Dragunov. En el NXT UK del 28 de noviembre junto a Imperium (WALTER, Fabian Aichner & Marcel Barthel) se enrfretaron a Gallus (Joe Coffey, Mark Coffey & Wolfgang) & Ilja Dragunov  en un 8-Man Tag Team Match terminando en doble conteo de 10 afuera.
En el NXT UK del 1 de enero de 2020 fue derrotado por Ilja Dragunov en un No Disqualafication Match, siendo su primera derrota en NXT UK.
En 2020, fue retado por Travis Banks, y en el NXT UK transmitido el 5 de marzo, derrotó a Travis Banks, la siguiente semana en NXT UK junto a Imperium(WALTER, Fabian Aichner & Marcel Barthel) intentaron atacar a Finn Balor, más tarde esa noche fue derrotado por Balor.
En el 10 septiembre, Wolfe fue anunciado como participante del torneo del Heritage Cup de NXT UK. En el NXT UK del 17 de septiembre, interfirió en el combate de Ilja Dragunov contra Noam Dar, la siguiente semana en NXT UK, se anunció que se enfrentaría a Noam Dar con Pete Dunne como árbitro especial invitado en el cruce de apertura del Heritage Cup de NXT UK. la siguiente semana en NXT UK, fue derrotado por Noam Dar en la 1.ª ronda del Torneo por la Heritage Cup de NXT UK, quedando 1-2, con Pete Dunne como árbitro especial invitado, después del combate atacó a Dunne junto a WALTER, hasta que llegó Ilja Dragunov, en el NXT UK del 15 de octubre, junto a WALTER fueron derrotados por Ilja Dragunov & Pete Dunne.
El 19 de mayo de 2021, se informó que fue liberado de su contrato con la WWE.

## En lucha
- Movimientos finales
  - Death Valley driver[2][14]
  - Sitout powerbomb[2][14]
- Movimientos en firma
  - Enzuigiri[2]
  - Múltiples variaciones de suplex
    - Exploder[2][14]
    - German[2][14]
    - Northern Lights[14]
    - Sleeper[14]
    - Vertical[14]

  - Rear naked choke[2]
- Con Sawyer Fulton
  - Doble movimiento final en equipo
    - Vertical suplex (Wolfe) / Front powerslam (Fulton) combinación[15]
- Mánagers
  - Svetlana Kalashnikova[3]
  - Eric Young
  - Nikki Cross
- Apodos
  - "Axeman"[16]
- Tema de entrada
  - "Tell Me" por Story of the Year (Circuito Independiente)[2]
  - "Monstercrazy" por annisokay (Circuito Independiente)[2]
  - "Controlled Chaos" por CFO$[17] (NXT; 12 de octubre de 2016–presente; usado como parte de SAnitY)

## Campeonatos y logros
- East Side Wrestling
  - ESW Deutsche Meisterschaft Championship (1 vez)[2]

- German Stampede Wrestling
  - GSW Breakthrough Championship (1 vez)
  - GSW Tag Team Championship (1 vez)[2] – con Ivan Kiev

- German Wrestling Federation
  - GWF Berlin Championship (1 vez)[2]

- Westside Xtreme Wrestling
  - wXw Shotgun Championship (1 vez, actual)[18]
  - wXw Unified World Wrestling Championship (1 vez)[3]

- Progress Wrestling
  - Progress Wrestling Atlas Championship (1 vez)

- WWE
  - NXT Tag Team Championship (1 vez) - con Eric Young & Killian Dain
  - NXT Year–End Award for Tag Team of the Year (2017) – con Eric Young and Killain Dain[19]